# Языки юэ
На языке или языках юэ (кит. трад. 越語, упр. 越语, пиньинь Yuèyǔ) говорила группа племён современного Южного Китая и Северного Вьетнама, известная из древнекитайских источников I тысячелетия до н. э. В них, помимо царства Юэ, упоминаются дунъюэ («восточные юэ»), миньюэ («юэ в районе Минь»), наньюэ (или Намвьет — «южные юэ»), оуюэ («юэ из района Оу», в другом чтении Ау), а также байюэ, или «сто (то есть множество) юэ». Впрочем, нельзя исключать, что различные группы юэ говорили не только на разных, но и не на близкородственных языках.
Единственный известный текст на этом языке — запись юэской песни лодочника из 8 строк в сборнике «Шоюань» (I век н. э.), транскрибированная с помощью 32 иероглифов и снабжённая чуским переводом из 54 иероглифов. Считается, что её слушателем был чуский царевич около 528 года до н. э.
Предложено несколько её истолкований. Бай Яотянь считал, что текст может быть понят носителем чжуанского языка. В 1981 году профессор Вэй Цинвэнь и в 1983 году Цзян Инлян (1983) сопоставили текст с тайскими языками, включая чжуанский. Чжэнчжан Шанфан в 1991 году также предпринял попытку прочитать текст на древнетайском языке.
В работе Мэй и Нормана ряд юэских слов из других китайских источников сопоставлен с австроазиатскими языками (к которым относится и вьетнамский). На этом основании Пуллиблэнк ранее предположил, что и (кит. упр. 夷, пиньинь yí, более раннее, нежели юэ, обобщающее название южных племен в китайских текстах) были австроазиатами. Э. Генри также поддерживает выводы Мэй и Нормана.
Идзуи Хисаносукэ предпринял дешифровку песни с помощью тямского языка. Линь Хуэйсян считает язык юэ близким малайско-полинезийским. В дальнейшем делались наблюдения и о единичных соответствиях между южными диалектами китайского языка и австронезийскими языками.